# コントラスツ
『コントラスツ』Sz.111（BB 116）は、ベーラ・バルトークが1938年に作曲した、クラリネットとヴァイオリン、ピアノのための三重奏曲。
- 原語曲名：Contrasts（英語）
- 演奏時間：約16～17分。バルトーク自身も完成直後に「16分くらい」と書いている。
- 作曲時期：総譜のバルトーク自身の書き込みによれば、1938年9月24日に完成。
- 初演：第1楽章と第3楽章は1939年1月9日、ニューヨーク・カーネギーホールにて、ヨーゼフ・シゲティのヴァイオリン、ベニー・グッドマンのクラリネット、エンドレ・ペトリのピアノで。全3楽章の形では1940年4月21日に同じくカーネギーホールで、シゲティとグッドマンに作曲者自身のピアノで行われた。

## 作曲の経緯
バルトークへの作曲依頼は、1938年8月11日に同胞のヴァイオリニスト、ヨーゼフ・シゲティが彼に送ってきた手紙によってなされたが、公式に作品を依嘱したのは「スウィングの王様」ことジャズ・クラリネット奏者のベニー・グッドマンである。アメリカで活動していたシゲティはグッドマンと親しくなっており、1938年の夏にヨーロッパ・ツアー中のグッドマンとシゲティはリビエラで会い、2人はピアニストであるバルトークも加えた3人で共演できる曲が書けるかを問い合わせることにしたのだった。
シゲティの手紙の中では、ヴァイオリンとクラリネットにそれぞれ華やかなカデンツァを盛り込んで欲しいという依頼の他、以前にバルトークが以前に2曲書いている『ピアノとヴァイオリンのためのラプソディ』のようなおそらくは2楽章から成る6、7分程度の楽曲を望んだようだったが、バルトークはそれから一歩進めて3楽章構成としたこともあって、最終的な結果はずっと長くなった。
楽譜は1942年に出版され、シゲティとグッドマンに献呈されている。

## 楽曲構成
作品には、トランシルヴァニアの、すなわちハンガリーとルーマニアのさまざまな民俗舞曲の旋律の要素が詰め込まれている。また、グッドマンの依頼ということもあってジャズ的な要素も感じさせる。
以下の3楽章から成る。
第1楽章　ヴェルブンコシュ（Verbunkos）
三部形式。活き活きとしたヴァイオリンのピッツィカート（シゲティは「ラヴェルのヴァイオリンソナタの『ブルース』に影響されていると思う」とコメントしている）に始まり、その後にクラリネットが主要主題を吹き鳴らすと、これが変奏されていく。この主題が、ハンガリー舞曲の一ジャンルである「ヴェルブンコシュ」の一例にほかならない。ヴェルブンコシュは「徴兵の踊り」とも訳されるように、通常は軍隊の入隊式で演奏された。
第2楽章　ピヘネー（Pihenő）
「休み」「休息」とも訳されるバルトークが得意とした「夜の音楽」とも言うべき内省的な楽章。民謡から引き出されている要素は少なく、確たる主題のないまま刻一刻と変化していく。
第3楽章　シェベシュ（Sebes）
三部形式の急速な踊り。G♯-D-A-E♭とスコルダトゥーラされたヴァイオリン（途中で調弦し直す余裕はとられているが、一般的には通常の調弦が行われたヴァイオリンと別に用意する）によって始まる熱狂的な舞曲で、その後にクラリネットが主要主題を導き入れる。より緩やかな中間部において拍子の交替（3+2+3+2+3/8）が見られ、その後に主題のそのパターンの変奏が再開する。特にブルガリアの民俗舞曲にで見られる独特なリズムが強調されている楽章。